# Marcin Polak
|  | Artikel eintragen | Dieser Artikel wurde aufgrund von inhaltlichen Mängeln in der Qualitätssicherung des Portals Radsport eingetragen. Dies geschieht, um die Qualität der Artikel aus dem Themengebiet Radsport auf ein akzeptables Niveau zu bringen. Bitte hilf mit, die inhaltlichen Mängel dieses Artikels zu beseitigen, und beteilige dich bitte an der Diskussion! |  |

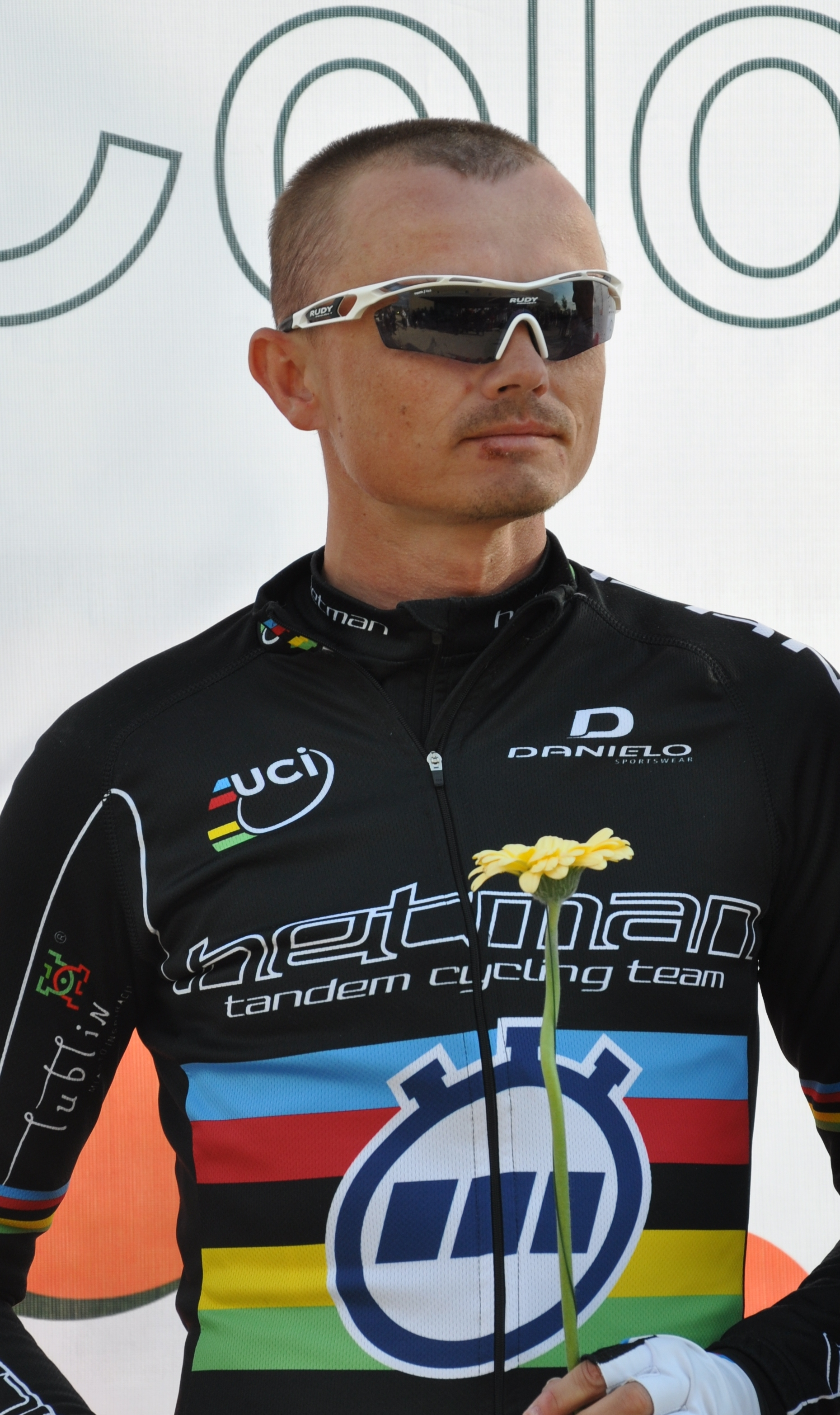
Marcin Polak (2016)

Marcin Polak (* 25. November 1982 in Bełżyce) ist ein polnischer sehbehinderterer Radrennfahrer. Seine Karriere begann er im Jahr 2000 bei KKT Hetman Lublin. Bei den Weltmeisterschaften 2020 in Milton, Kanada, setzt er im 4000-Meter-Rennen zusammen mit seinem Piloten Michał Ładosz und einer Zeit von 4 Minuten 3,528 Sekunden einen neuen Weltrekord in der Kategorie B.

## Erfolge
- Paralympische Spiele
  - Teilnehmer Sommer-Paralympics 2016 in Rio de Janeiro – 11. Platz Verfolgung über 4000 m und 11. beim Zeitrennen[1]
  - Teilnehmer Sommer-Paralympics 2020. Er erreicht den 3. Platz auf der 4000-m-Verfolgung. Weitere Rennen konnte er nicht absolvieren, da er am 27. August 2021 auf Grund einer positiven Doping-Probe (EPO) vom 2. August gesperrt wurde.[3][4]

- Weltmeisterschaften im Zeitfahren Straße
  - 1. Platz: 2015, 2017
  - 3. Platz: 2013, 2014, 2018, 2019
- Weltmeisterschaften Straßenrennen
  - 1. Platz: 2013
  - 2. Platz: 2018
  - 3. Platz: 2019, 2017
- Bahnrennen – Einerverfolgung
  - 1. Platz: 2019, 2020
  - 3. Platz 2015

Bei der 2016 Weltmeisterschaft wurde Marcin Polak wegen Dopings disqualifiziert. Da das nachgewiesene Meldonium erst kurz zuvor auf die Dopingliste gekommen war, wurde er nicht gesperrt.